# Максиміліан Фреттер-Піко
Максиміліан Фреттер-Піко (нім. Maximilian Fretter-Pico; нар. 6 лютого 1892, Карлсруе, Велике герцогство Баден — пом. 4 квітня 1984, Кройт, Баварія) — німецький воєначальник часів Третього Рейху, генерал артилерії (1942) Вермахту. Кавалер Лицарського хреста Залізного хреста з Дубовим листям (1944). Учасник Першої та Другої світових війн.

## Біографія
Військова кар'єра
- 20 вересня 1910 — фанен-юнкер
- 27 січня 1911 — фанен-юнкер-унтер-офіцер
- 23 травня 1911 — фенрих
- 27 травня 1912 — лейтенант
- 18 вересня 1915 — оберлейтенант
- 18 жовтня 1918 — гауптман
- 1 квітня 1932 — майор
- 1 березня 1935 — оберстлейтенант
- 1 серпня 1937 — оберст
- 1 березня 1941 — генерал-майор
- 15 січня 1942 — генерал-лейтенант
- 1 червня 1942 — генерал артилерії

Максиміліан Фреттер-Піко народився 6 лютого 1892 року в місті Карлсруе у Великому герцогстві Баден. 20 вересня 1910 року поступив на військову службу до 14-го (3-го Баденського) полку польової артилерії імені Великого князя, відвідував військову школу в Данцигу. 27 січня 1912 року отримав первинне військове звання лейтенант. З вересня 1913 до січня 1914 року пройшов курс підготовки офіцерів-артилеристів в Ютербогі.
З початком Першої світової війни на фронті, був ад'ютантом, з січня 1915 року командир підрозділу зенітних гармат. У подальшому служив на різних посадах у бригадах та дивізіях. У січні-лютому пройшов підготовку офіцера генерального штабу при командуванні групи армій Альбрехта Вюртемберзького.
Після завершення війни залишився в рейхсвері. Спочатку М. Фреттер-Піко служив у штабі 1-го Прусського артилерійського полку в Кенігсберзі, потім переведений до штабу в Берлін. Згодом у передвоєнний час займав різнорідні командні та штабні посади. У 1938 році відряджений до Туреччини військовим радником. Після повернення став начальником штабу командування групи «Саарпфальц» у Кайзерслаутерні.
Невдовзі після початку вторгнення вермахту до Польщі це командування переформоване на XXIV армійський корпус під командуванням генерала інженерних військ Вальтера Кунце. У межах кампанії на Західному фронті корпус брав активну участь у бойових діях у Франції, проривав лінію Мажино.
19 квітня 1941 року М. Фреттер-Піко вступив у посаду командира 97-ї легкої піхотної дивізії, яка входила до складу 55-го армійського корпусу генерала від інфантерії Е. Фірова групи армій «Південь». 1 листопада дивізія здобула Артемівськ, вела бої на сході України.
27 грудня 1941 року командир дивізії М. Фреттер-Піко був призначений командиром 30-го армійського корпусу і відзначений Лицарським хрестом Залізного хреста. 30-й армійський корпус організаційно входив до 11-ї армії генерала від інфантерії Е. фон Манштейна, яка вела бої за оволодіння Кримським півостровом, бої за опанування Севастополя.
8 травня 1942 року генерал Е. фон Манштейн завдав контрудару по радянських позиціях, що висадилися на Керченському півострові й здобув велику перемогу, вщент розгромивши війська радянського Кримського фронту (44-та, 47-ма і 51-ша радянські армії). Облога Севастополя військами 11-ї армії тривала понад 8 місяців. 7 червня 1942 року він розпочав останній штурм Севастополя. 54-й генерала Е.-О. Гансена і 30-й армійські корпуси за підтримки артилерії та авіації атакували захисників фортеці. 29 червня почався останній етап штурму Севастополя. 1 липня знекровлені радянські частини, залишки Приморської армії, що обороняла Севастополь, позбавлені вищого командування, що залишило власні війська, кинувши місто, з боями почали відходити на захід до мису Херсонес, де чинили опір ще три дні, а окремі підрозділи оборонялися ще до 13 липня.
Після завершення битви за Крим, 30-й армійський корпус перекинули на північний фланг радянсько-німецького фронту, під Ленінград.
Взимку 1942/1943 року генерал М. Фреттер-Піко очолював армійську групу «Фреттер-Піко», створену на основі його корпусу. Ця армійська група періодично формувалася ще декілька разів. У липні 1944 року його призначили командувати 6-ю армією, яка незабаром була знищена радянськими військами у ході Другої Яссько-Кишинівської операції. З 30 березня 1945 року він командувач 9-го військового округу. 22 квітня 1945 року узятий у полон американськими військами.

## Нагороди

### Перша світова війна
- Залізний хрест
  - 2-го класу (12 жовтня 1914)
  - 1-го класу (23 грудня 1916)
- Лицарський хрест 2-го класу ордена Церінгенського лева з мечами (Велике герцогство Баден)
- Ганзейський Хрест (Гамбург)
- Нагрудний знак «За поранення» в чорному (1918)

### Міжвоєнний період
- Почесний хрест ветерана війни з мечами (10 жовтня 1935)
- Медаль «За вислугу років у Вермахті» 4-го, 3-го і 2-го класів (18 років) (2 жовтня 1936) — отримав 3 медалі одночасно.
- Застібка до Залізного хреста
  - 2-го класу (31 жовтня 1939)
  - 1-го класу (16 червня 1940)
- Медаль «За будівництво оборонних укріплень» (22 листопада 1940)
- Лицарський хрест Залізного хреста з дубовим листям
  - Лицарський хрест (26 грудня 1941)
  - Дубове листя (№368; 16 січня 1944)
- Медаль «За зимову кампанію на Сході 1941/42» (1 вересня 1942)
- Німецький хрест в золоті (19 вересня 1942)
- Відзначений у Вермахтберіхт (30 жовтня 1944)
- Орден Михая Хороброго 3-го класу (Румунія)